# Maar wie holt van mekaar!
Maar wie holt van mekaar! is de enige single van Gerard Hoeben die de hitparades wist te bereiken. Het was een van de carnavalskrakers van 1974.

## Hitnotering

### Nederlandse Top 40
| Hitnotering: week 6 t/m 12 in 1974 | Hitnotering: week 6 t/m 12 in 1974 | Hitnotering: week 6 t/m 12 in 1974 | Hitnotering: week 6 t/m 12 in 1974 | Hitnotering: week 6 t/m 12 in 1974 | Hitnotering: week 6 t/m 12 in 1974 | Hitnotering: week 6 t/m 12 in 1974 | Hitnotering: week 6 t/m 12 in 1974 | Hitnotering: week 6 t/m 12 in 1974 |
| Week:                              | 1                                  | 2                                  | 3                                  | 4                                  | 5                                  | 6                                  | 7                                  |                                    |
| ---------------------------------- | ---------------------------------- | ---------------------------------- | ---------------------------------- | ---------------------------------- | ---------------------------------- | ---------------------------------- | ---------------------------------- | ---------------------------------- |
| Positie:                           | 14                                 | 5                                  | 3                                  | 3                                  | 6                                  | 20                                 | 38                                 | uit                                |

### NederlandseDaverende 30
| Hitnotering: 2-2-1974 t/m 22-3-1974 | Hitnotering: 2-2-1974 t/m 22-3-1974 | Hitnotering: 2-2-1974 t/m 22-3-1974 | Hitnotering: 2-2-1974 t/m 22-3-1974 | Hitnotering: 2-2-1974 t/m 22-3-1974 | Hitnotering: 2-2-1974 t/m 22-3-1974 | Hitnotering: 2-2-1974 t/m 22-3-1974 | Hitnotering: 2-2-1974 t/m 22-3-1974 | Hitnotering: 2-2-1974 t/m 22-3-1974 |
| Week:                               | 1                                   | 2                                   | 3                                   | 4                                   | 5                                   | 6                                   | 7                                   |                                     |
| ----------------------------------- | ----------------------------------- | ----------------------------------- | ----------------------------------- | ----------------------------------- | ----------------------------------- | ----------------------------------- | ----------------------------------- | ----------------------------------- |
| Positie:                            | 22                                  | 12                                  | 5                                   | 2                                   | 3                                   | 11                                  | 30                                  | uit                                 |